# Tantal
Tantal (chemická značka Ta, latinsky Tantalum) je vzácný, tvrdý, modro-šedý, lesklý, přechodný kov. Je vysoce korozivzdorný a používá se pro výrobu chirurgických nástrojů a implantátů, protože je zcela inertní v tělesných tkáních.

## Základní fyzikálně-chemické vlastnosti
Tantal byl objeven roku 1802 švédským chemikem Andersem G. Ekebergem, čistý prvek byl izolován až v roce 1820 Jönsem Berzeliem. Jméno získal podle bájného krále Tantala z řecké mytologie a je vyjádřením jeho význačné vlastnosti – chemické netečnosti. Tantal patří mezi mimořádně obtížně tavitelné kovy, pouze wolfram a rhenium mají vyšší bod tavení. Chemicky je silně podobný prvku niobu a obvykle jej doprovází v minerálech a rudách.
Tantal je šedý, kujný, velmi pevný kovový prvek, vysoce odolný proti kyselinám, je dobrým vodičem tepla a elektřiny. Při teplotách pod 150 °C je téměř chemicky inertní, nereaguje dokonce ani s lučavkou královskou. Za teplot pod 4,48 K se stává supravodičem I typu. Rozpouští se v kyselině fluorovodíkové (HF), kyselých roztocích obsahujících fluoridové ionty a kapalném oxidu sírovém (SO3). Poměrně snadno se tantal rozkládá alkalickým tavením. V chemických sloučeninách se vyskytuje v mocenství Ta+3 a Ta+5.

## Výskyt a výroba

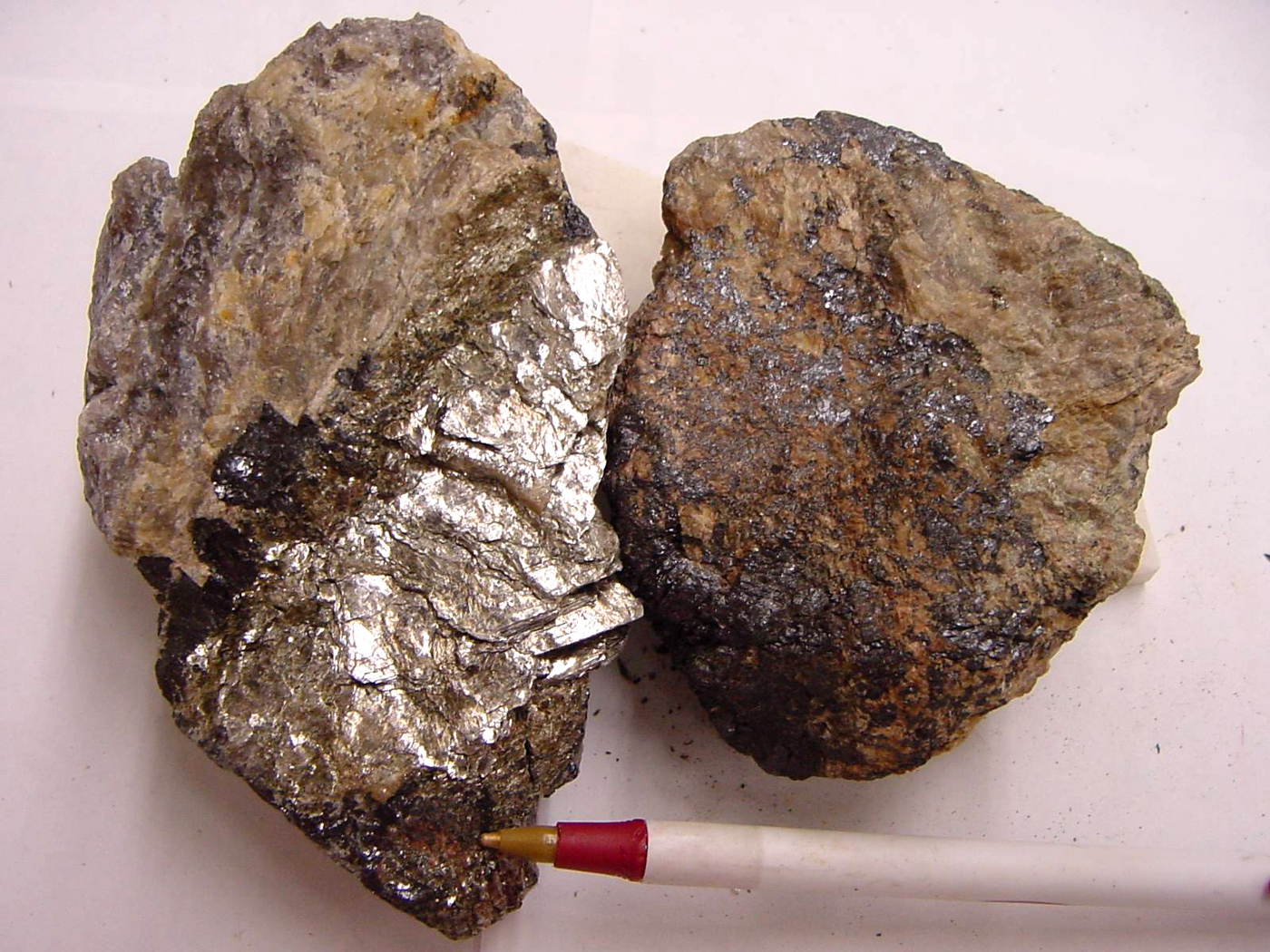
Minerál samarskit s obsahem cca 0,2 % Ta, Utah

Tantal je na Zemi velmi vzácný, jeho obsah v zemské kůře se odhaduje na 2 mg/kg. Koncentrace v mořské vodě je natolik nízká, že ji nelze změřit ani nejcitlivějšími analytickými metodami a uvádí se, že je nižší než 0,000 0025 mg/l. Ve vesmíru připadá jeden atom tantalu na 1 500 miliard atomů vodíku.
Tantal se v přírodě vyskytuje v minerálu tantalitu ((Fe,Mn)Ta2O6)
a euxenitu (Y,Ca,Ce,U,Th)(Nb,Ta,Ti)2O6. Ložiska rud s prakticky využitelným obsahem tantalu se nalézají v Austrálii, Brazílii, Kanadě, jižní Africe a Egyptě. Nejbohatším nalezištěm na světě je Demokratická republika Kongo.
Výroba čistého kovu je značně komplikovaná, protože ve všech přírodních rudách jej doprovází niob, jehož chemické chování je velmi podobné. Obvykle se pro separaci těchto dvou kovů používá krystalizace jejich fluorokomplexů nebo frakční destilace pětimocných chloridů. Po přečištění sloučenin se elementární kovový tantal vyrábí elektrolyticky.

## Využití

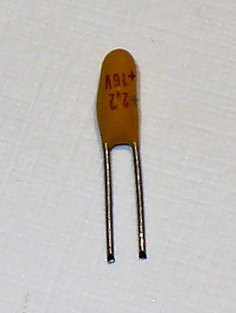
Tantalový elektrolytický kondenzátor

Hlavní použití nachází tantal při výrobě elektronických součástek, hlavně tantalových kondenzátorů. Tantalové elektrolytické kondenzátory využívají schopnosti tantalu vytvořit odolnou povrchovou vrstvu oxidu, tantalová fólie tvoří první elektrodu kondenzátoru, oxid jako jeho dielektrikum a elektrolyt tvoří druhou elektrodu. Protože oxidická vrstva může být velmi tenká (tenčí než v jiných typech kondenzátorů), lze v malém objemu získat velkou kapacitu. To umožňuje využití těchto kondenzátorů v telefonech, počítačích atd.
Tantal se také využívá v mnoha slitinách, které díky němu získávají vysokou teplotu tání, jsou pevné a kujné. Nacházejí uplatnění při výrobě vysoce namáhaných součástek v leteckých turbomotorech, ponorkách, jaderných reaktorech a chemických reaktorech pro speciální aplikace. Protože je v lidském těle absolutně inertní, používá se často jako součást slitin pro výrobu chirurgických nástrojů a tělních implantátů. Karbid tantalu je jedním z nejtvrdších známých materiálů a používá se při výrobě speciálních brusných směsí a pro ochranu povrchů vrtných zařízení. Oxid tantalu je složkou speciálních skel pro výrobu optických součástek (např. čočky filmových kamer), protože jeho přítomnost silně zvyšuje index lomu materiálu.

## Izotopy
Přírodní tantal obsahuje dva izotopy. 181Ta je stabilní a 180mTa má poločas rozpadu více než 1015 let.